# Gustavo Raskosky
Gustavo Raskosky Páez (Managua, 24 de noviembre de 1913-Managua, 6 de diciembre de 1982) fue un político nicaragüense.
Fue nombrado ministro del Distrito Nacional, que así se llamaba la alcaldía de Managua en esa época, en 1954 y fue reemplazado en 1961. Durante su administración se creó la Oficina Nacional de Urbanismo para regular y controlar el crecimiento urbano de Managua.
Ejerció el cargo de vicepresidente de Nicaragua desde mayo de 1963 hasta mayo de 1967.